# 海間頸鬚䲁
海間頸鬚鳚（学名：Entomacrodus thalassinus），又名海犁齒鳚、狗鰷，为輻鰭魚綱鳚形目鳚科犁齒鳚屬下的一个种，分布於印度太平洋區，包括塞席爾群島、馬爾地夫、日本南部和臺灣到萊恩群島和土阿莫土群島海域，深度0至5公尺，本魚體延長形，稍側扁，似圓柱狀，頭鈍短，頭頂無冠膜，頸部無葉片狀皮瓣，僅有一低皮褶，鼻鬚掌狀分支，眼上有觸鬚，上唇邊緣內側光滑，背鰭與尾柄相連，體側有6對黃褐橫帶並散佈許多黑點，尾鰭有5-7條黑紋，背鰭硬棘13枚、背鰭軟條13-15枚、臀鰭硬棘2枚、臀鰭軟條15-17枚，體長可達4公分，成魚棲息於沿岸水域的岩石區，當遇到危險時會以一前一後的跳躍方式在潮池間移動，雌魚產附著性卵，雄魚有護卵行為，幼魚為浮游性，生活習性不明。